# Squatina armata
Squatina armata är en hajart som först beskrevs av Philippi 1887.  Squatina armata ingår i släktet Squatina och familjen havsänglar. IUCN kategoriserar arten globalt som otillräckligt studerad. Inga underarter finns listade i Catalogue of Life.